# Colymbetes mesepotamicus
Colymbetes mesepotamicus là một loài bọ cánh cứng trong họ Bọ nước. Loài này được Abdul-Karim & Ali miêu tả khoa học năm 1986.